# Gordon James Lethem
Gordon James Lethem (Leith, Escocia, 16 de septiembre de 1886-14 de agosto de 1962) fue un funcionario del partido liberal político británico. 

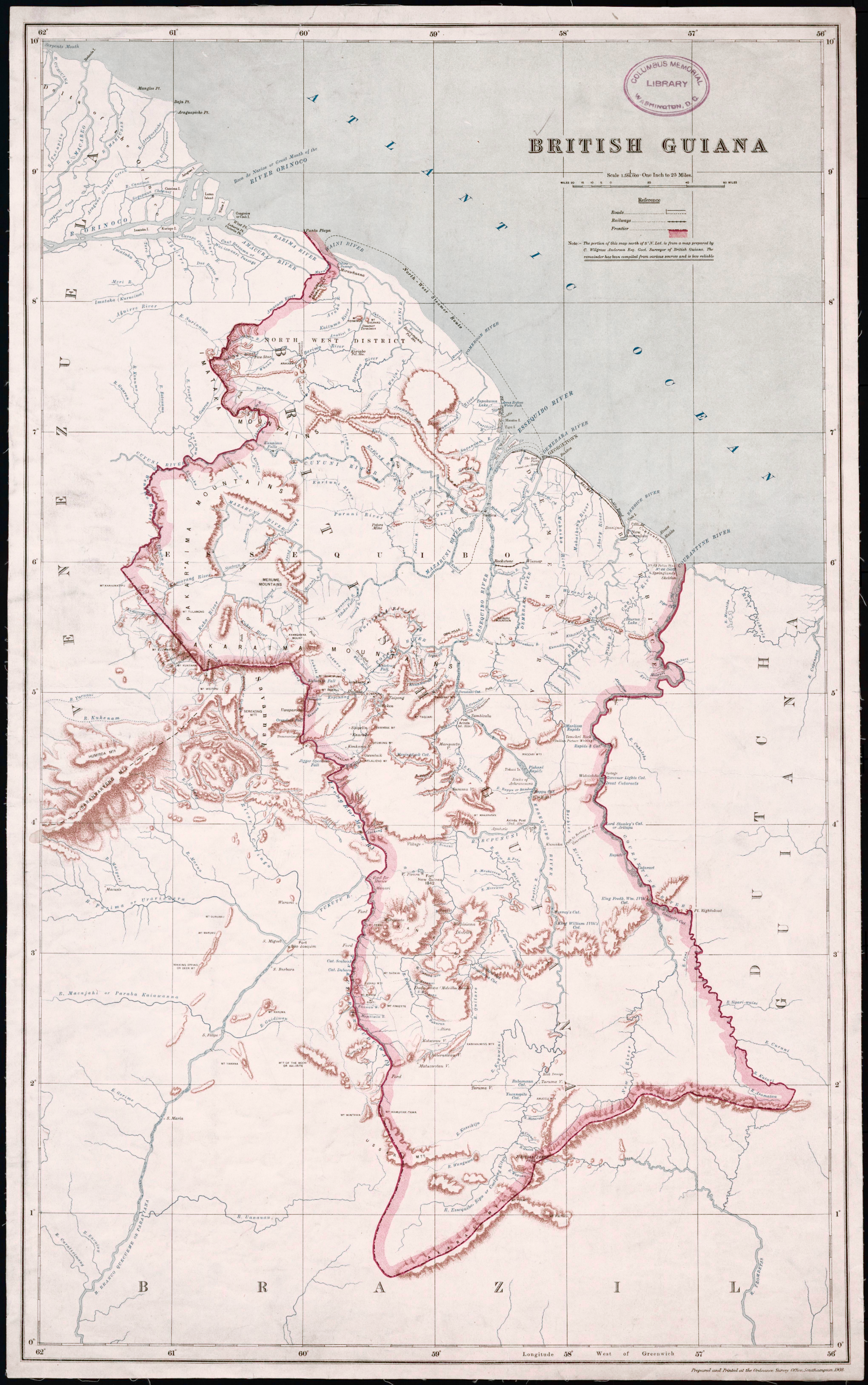
Mapa de la excolonia Británica en las Guayanas

Fue gobernador de la Guayana Británica desde el 7 de noviembre de 1941 hasta 1946. Fue gobernador en funciones desde 1946 hasta el 12 de abril de 1947. También sirvió en Nigeria, las islas Seychelles y las Islas de Sotavento. Los trabajos de Lethem se guardan en la Bodleian Library de la Universidad de Oxford. 
La ciudad de Lethem, Guyana, lleva su nombre.

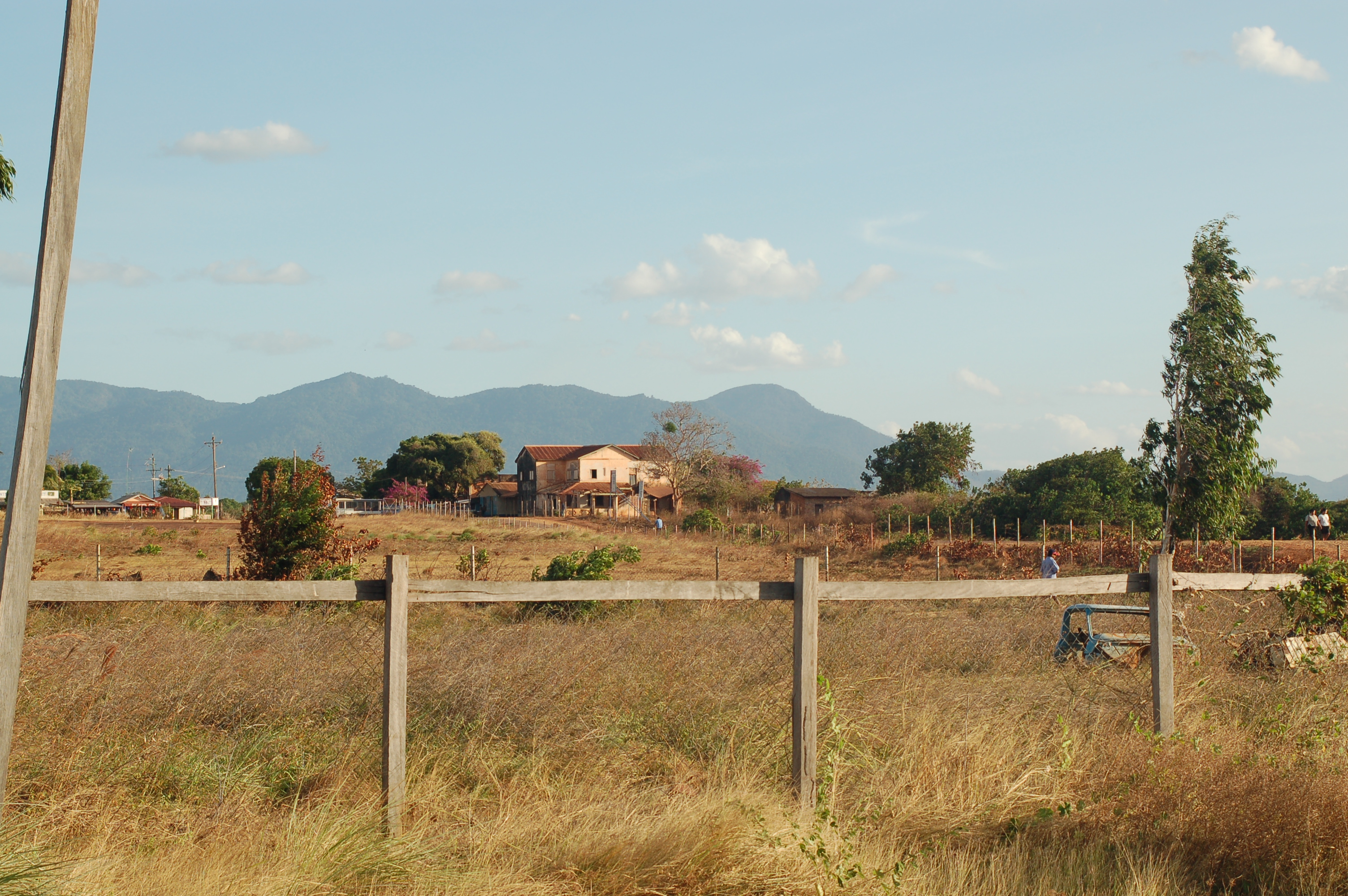

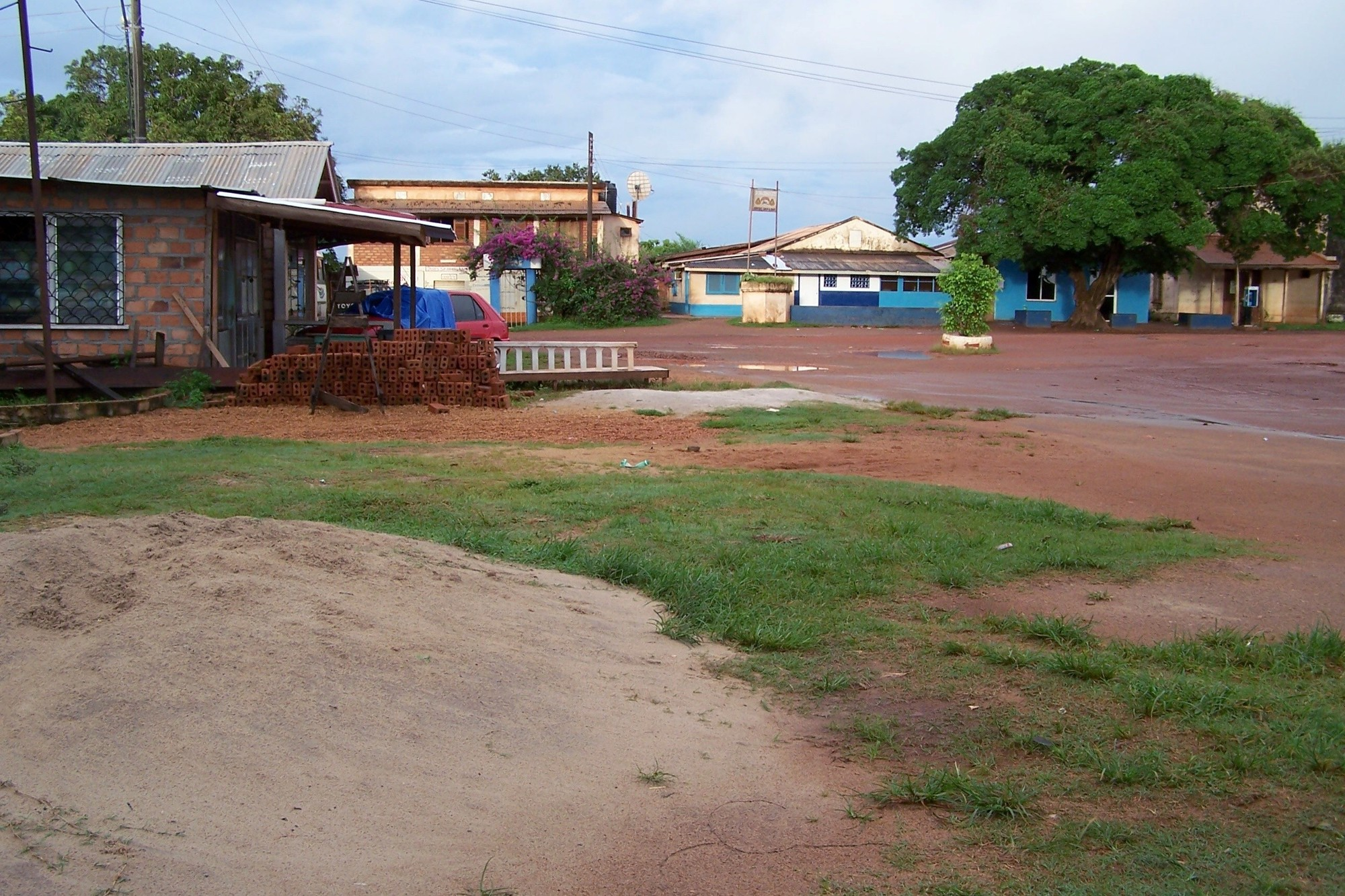
La Ciudad de Lethem lleva su nombre en su honor

Después de retirarse del servicio civil, se involucró en la política. Fue miembro del Partido Liberal. En 1950 fue vicepresidente del Partido Liberal Escocés. Se presentó como candidato liberal en las elecciones generales del Reino Unido de 1950 en el distrito electoral de Banffshire. Terminó tercero y no volvió a presentarse al parlamento.